# Trypoxylon rogenhoferi
Trypoxylon rogenhoferi é espécie de insetos himenópteros, da família Crabronidae.
Trata-se de vespas de médio porte e coloração preta, com manchas brancas nas pernas traseira. São comuns no ambiente peridomiciliar de casas, apartamentos e outras edificações, na maior parte do território brasileiro. São vespas solitárias (i.e. que vivem sozinhas), tímidas e inofensivas, que constroem ninhos de barro alongados em forma de flautas (lembrando tubos de órgãos) nas paredes externas e em peças verticais de madeira de edificações. Estas vespas aprovisionam esses ninhos com aranhas de teia, que ativamente caçam e paralisam com ferroada venenosa. Ao nascer, as larvas destas vespas passam a se alimentar dessas aranhas ainda vivas, passando por três mudas larvais até completarem seu desenvolvimento dentro de um casulo em forma de rolha. São assim tidos como insetos benéficos ao meio ambiente, e não devem ser combatidos.